# دم‌چتری
دم‌چتری‌ها یا سینه‌سرخ‌های بوته‌ای (Scrub robin) گروهی از پرندگان حشره‌خوار با جثه متوسط از سردهٔ Cercotrichas هستند. آنها در گذشته در خانواده توکایان (Turdidae) بودند، اما امروزه بیشتر به عنوان بخشی از خانواده مگس‌گیران جهان قدیم (Muscicapidae) رفتار می‌شوند. آنها با دم‌چتری‌های استرالیایی از سردهٔ Drymodes در خانواده سینه‌سرخ‌های استرالزی ارتباط نزدیکی ندارند.
نام سردهٔ Cercotrichas از واژهٔ یونان باستان kerkos به معنی «دم» و trikhas به معنی «توکا» گرفته شده است.
دم‌چتری‌ها عمدتاً گونه‌های آفریقایی در جنگل‌های باز یا بوته‌ها هستند که در بوته‌ها یا روی زمین آشیانه می‌سازند، اما دم‌چتری دم‌حنایی در جنوب اروپا و از شرق تا پاکستان نیز زادآوری دارد.